# Robert Kienböck
Robert Kienböck (né le 11 janvier 1871 à Vienne - mort le 8 septembre 1953 à Vienne) est un médecin radiologue autrichien.
Il obtient son doctorat en 1895 à l'université de Vienne et passe l'année suivante à l'étranger (Londres et Paris). Il revient à Vienne en tant qu'assistant du Dr Leopold von Schrötter (1837 - 1908). C'est à ce moment-là qu'il commence à travailler dans le domaine de la radiologie. Quelques années plus tard, il prend la tête du service de radiologie de l'hôpital général de Vienne. En 1926, il devient professeur de radiologie.
Il co-fonde la Société de Radiologie de Vienne (Wiener Gesellschaft für Röntgenkunde) en 1923 aux côtés de Guido Holzknecht. Il est ensuite élu président de la Société Autrichienne de Radiologie (Österreichische Gesellschaft für Röntgenkunde), poste qu'il continuera d'occuper à titre honoraire après la Seconde Guerre mondiale. Il publie avec Holzknecht un traité de radiologie en deux parties : Röntgenologie. Eine Revision ihrer technischen Einrichtungen und praktische Methoden.
Kienböck a été l'un des premiers médecins à faire usage de la radiologie dans un but diagnostique. Il s'est principalement spécialisé dans l'étude des atteintes squelettiques. En 1910 il décrit la maladie qui porte aujourd'hui son nom sous le terme de « lunatomalacie » dans un traité intitulé Über traumatische Malazie des Mondbeins und ihre Folgezustände (malacie traumatique du lunatum et ses conséquences).